# 2025년 젤렌스키-트럼프 오벌 오피스 회담

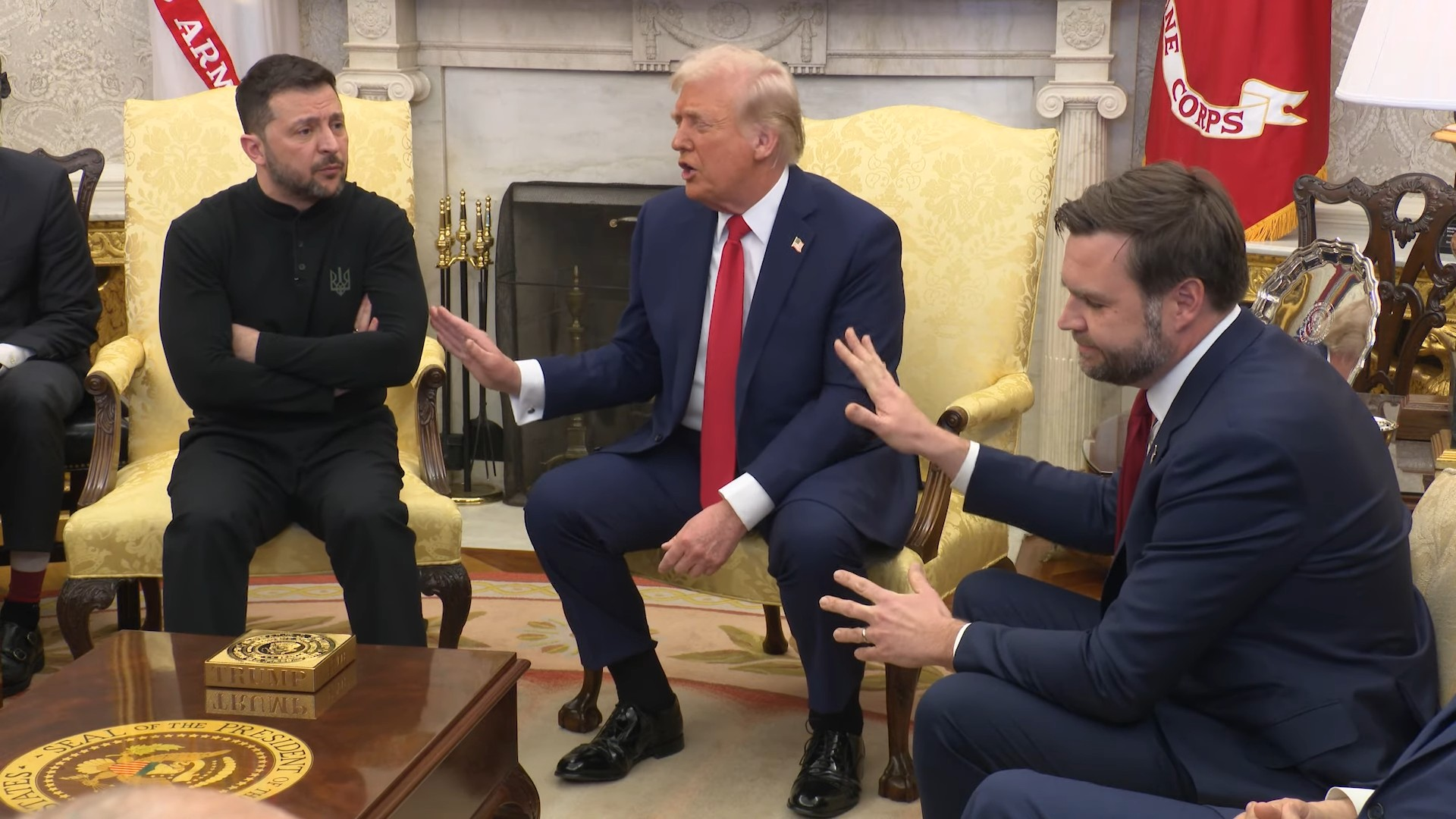
왼쪽에서 오른쪽: 회의하고 있는 볼로디미르 젤렌스키, 도널드 트럼프, JD 밴스

2025년 젤렌스키-트럼프 오벌 오피스 회담은 2025년 2월 28일, 도널드 트럼프 미국 대통령과 볼로디미르 젤렌스키 우크라이나 대통령이 미국 워싱턴 D.C.에 있는 백악관 오벌 오피스에서 열린 생중계 회담으로, 많은 논란을 일으켰다. 이 회담은 우크라이나에 대한 러시아의 침공을 격퇴하기 위한 우크라이나에 대한 미국의 지속적인 지원을 논의하기 위한 것이었으며, 미국-우크라이나 광물자원 협정의 서명으로 마무리될 것으로 예상되었다. 그러나 회담은 명확한 해결책 없이 갑자기 끝났다. 회담의 마지막 10분 동안 트럼프 대통령과 JD 밴스 미국 부통령은 젤렌스키를 거듭해서 비판했다. 언론 매체는 이를 미국 대통령과 외국 국가 원수 간의 전례 없는 공개적 대립으로 묘사했다.
회의에 앞서 트럼프 행정부와 젤렌스키 정부 사이에 긴장이 감돌았다. 트럼프는 우크라이나가 적대 행위를 즉시 중단하고 포괄적인 평화 협정을 위해 노력하기 위해 러시아와 휴전에 합의하기를 원했다. 그는 우크라이나가 러시아의 침공에 대한 책임이 있다고 암시했고 젤렌스키를 "독재자"라고 불렀다(나중에 이 발언을 철회). 젤렌스키는 휴전에 합의하기 전에 미래의 러시아 침략에 대한 강력한 안보 보장을 원했다. 그는 이 보장이 없다면 러시아의 대통령 블라디미르 푸틴이 이전처럼 모든 협정을 파기할 것이라고 믿었다.
이 회담은 격렬하고 대립적이며 적대적인 분위기 때문에 널리 비판을 받았다. 거의 모든 미국 동맹국과 다른 세계적 인물들은 충돌 이후 젤렌스키에 대한 지지를 재빨리 표명했으며, 많은 사람들이 트럼프의 대립적 접근 방식을 비난하는 성명을 발표했다. 반면 러시아 관리들은 회담의 결과를 칭찬하고 젤렌스키를 비판했다. 미국에서 반응은 대체로 당적 지지에 기반을 두었다. 트럼프의 소속 정당인 공화당은 몇 가지 예외를 제외하고 대체로 그의 행동을 칭찬했으며 민주당 의원들도 광범위하게 비판했다.
회담 이후 트럼프 행정부는 우크라이나에 대한 정보 제공과 군사 지원을 약 1주일 동안 중단했다. 젤렌스키가 러시아의 승인을 조건으로 하는 30일간의 무조건적 휴전에 동의한 후 우크라이나에 대한 지원 제공이 재개되었다(러시아가 제안을 거부했기 때문에 휴전은 실제로 이루어지지 않았다.). 2025년 3월 YouGov 여론 조사에서 미국인의 51%는 트럼프가 젤렌스키에게 무례하다고 느꼈고, 32%는 젤렌스키가 트럼프에게 무례하다고 느꼈다.